# Lemieux (Quebec)
Lemieux es un municipio canadiense situado en la provincia de Quebec.

## Superficie
Lemieux tiene una superficie de 74,6 km².

## Demografía
En 2021, tenía 292 habitantes, una densidad poblacional de 3,9 hab./km², y 132 viviendas.